# Majestica
I Majestica (precedentemente ReinXeed) sono una band symphonic/power metal originaria di Boden, Svezia. Il gruppo è stato fondato nel 2000 dal cantante e polistrumentista Tommy Johansson. Sono influenzati da band come Helloween e Rhapsody of Fire.

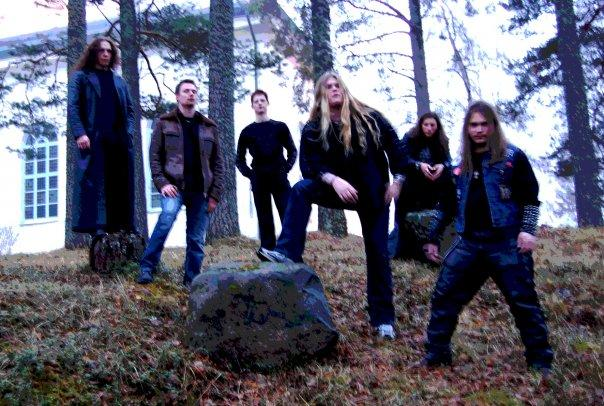

Nel 2008 i Majestica hanno pubblicato il loro primo album in studio, The Light, con la Rivel Records. Ciò ha portato la band ad effettuare una tournée in Giappone, dove hanno raccolto un folto gruppo di fan.

## Storia

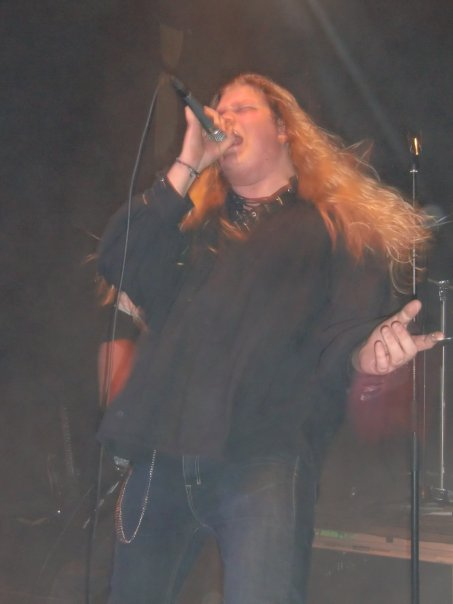
Il cantante Tommy Johansson

I Majestica (originariamente conosciuti come ReinXeed) sono un gruppo musicale creato da Tommy Johansson a Boden, in Svezia. ReinXeed era originariamente il progetto solista di Johansson che nell'album di debutto, The Light, ha suonato ogni strumento, inclusi quelli principali per un album rock/metal, curando anche la parte vocale.
Daniel Eskilsson, il batterista e leader della band melodic/power metal svedese Majestic Vanguard, ha ascoltato le prime versioni delle canzoni che Johansson ha pubblicato sulla sua pagina MySpace e lo ha messo in contatto con Christian Liljegren della Rivel Records/CM Sweden.
Jani Stefanovic ha co-prodotto e mixato l'album e ha suonato tutte le tracce di batteria dell'album, che è stato diffuso il 12 marzo 2008 in Giappone ed il 6 giugno dello stesso anno in Europa, tramite l'etichetta Rivel Records.
Il successo dell'album ha permesso a Johansson di reclutare una band: due chitarristi (Kerry Lundberg e Mattias Johansson), il tastierista Henrik Fellermark, il batterista Erik Forsgren e il bassista Ace Thunder. Dalla loro collaborazione nasce l'album Higher.
Il successivo album della band, 1912, è un concept album sul Titanic e il suo naufragio. L'edizione giapponese include tre bonus track: "ReinXeed Alliance", "Aces High" (una cover degli Iron Maiden) e "Pray for Japan", una canzone scritta e registrata per supportare il Giappone all'indomani del terremoto e dello tsunami dell'11 marzo 2011.
A distanza di un anno, nel maggio 2012, pubblicano Welcome to the Theatre, mentre l'album A New World viene pubblicato nel 2013 con una nuova formazione.
Poco dopo Tommy decide di prendersi una pausa dalla musica, che dura circa un anno. In seguito, insieme a Chris Davis e Alexander Ortis, decide di ricominciare a scrivere canzoni per un nuovo album.
Nel 2018 si sono esibiti al Sabaton Open Air festival in Svezia: questo è stato il loro primo show dopo 5 anni ed è stato anche l'ultimo con il nome ReinXeed, dato che i componenti hanno già iniziato a pensare ad un nuovo nome per il gruppo, a simboleggiare un nuovo inizio.
La band ha cambiato nome nel 2019 da ReinXeed a Majestica, dopo aver firmato con l'etichetta discografica Nuclear Blast Records.
L'uscita dell'album Above The Sky è stata annunciata il 7 giugno 2019. In vista dell'uscita dell'album, sono stati resi disponibili i video con i testi delle canzoni Rising Tide e Night Call Girl. Lo stesso giorno in cui è stato pubblicato l'album, è stato diffuso anche un video musicale ufficiale per la title track. Riguardo a quella canzone in particolare, Tommy afferma che "parla completamente di Power Metal, di come sia la migliore musica del mondo e come ti fa sentire quando la ascolti. È anche un tributo a una delle migliori canzoni del mondo, "Eagle Fly Free" [degli Helloween.]"
Nell'ottobre 2020 è stato annunciato il loro nuovo album, un concept di power metal musicale natalizio dal titolo A Christmas Carol. L'album unisce il metal sinfonico insieme ad elementi ispirati da artisti come Twilight Force, Rhapsody, Alan Silvestri, Danny Elfman e John Williams.
Per quanto riguarda la direzione musicale dell'album, Johansson ha aggiunto: "Ancora una volta la gente può aspettarsi un vero power metal, ma questa volta è un po' più sinfonico ed epico rispetto al nostro album precedente Above the Sky . Per quanto riguarda le parti sinfoniche, ci siamo spinti un po' oltre e abbiamo incluso molti strumenti orchestrali, tra cui campane tubolari, glockenspiel e jingle bells per ottenere un suono natalizio veritiero.
Prima dell'uscita dell'album A Christmas Carol, sono stati resi disponibili i video musicali per le canzoni Ghost of Christmas Past  e Ghost of Marley . L'album è stato pubblicato il 4 dicembre 2020, così come un video musicale ufficiale per la canzone The Joy of Christmas.
All'inizio del 2021 è stato annunciato un tour europeo che si sarebbe svolto a dicembre dello stesso anno.
Nel giugno 2021 è stato pubblicato un singolo digitale a 2 tracce con esibizioni dal vivo del secondo dei due spettacoli che la band ha tenuto a Tokyo all'inizio del 2020. Le due canzoni sono Above the Sky e Welcome to the Theatre (la title track dell'album ReinXeed del 2012). È stato anche rilasciato un video musicale dal vivo con l'esibizione di "Above The Sky".

## Membri del gruppo[10]
- Tommy Johansson – voce solista, chitarra solista, tastiere
- Chris David – basso, voce solista
- Joel Kollberg – batteria
- Petter Hjerpe – chitarra ritmica

Ex-membri
- Uli Kusch – batteria
- Alexander Oriz – chitarra ritmica, cori (2012-2021)

## Discografia

### Come ReinXeed
- The Light (2008)
- Higher (2009)
- Majestic (2010)
- 1912 (2011)
- Welcome to the Theater (2012)
- A New World (2013)

### Come Majestica
- Above the Sky (2019) [27]
- A Christmas Carol (2020) [28]
- A Christmas Carol (Extended Version) (2021)

- Power Train (2025)[30]